# Ткаченко, Борис Константинович
Борис Константинович Ткаченко (25 мая 1939, РСФСР — 29 ноября 2007) — российский учёный-физик, кандидат физико-математических наук, доцент МФТИ, декан факультета аэрофизики и космических исследований (с 1987 г.), зав. кафедрой прикладной механики (с 1992 г.). Заслуженный работник Высшей школы Российской Федерации. Лауреат Премии Президента Российской Федерации в области образования (2005).

## Биография
Борис Константинович Ткаченко закончил МФТИ в 1963 году, аспирантуру МФТИ — в 1966 г. и в том же году начал вести научно-преподавательскую деятельность в МФТИ в должности ассистента, затем доцента.
С началом Перестройки и попыток всесторонней демократизации общественной жизни деканов, в том числе и в МФТИ, начали не назначать, а избирать, и в 1987 году Б. К. Ткаченко был избран деканом факультета Аэрофизики и космических исследований.
С 1992 года заведовал кафедрой прикладной механики ФАКИ.
В течение 40 лет деятельно участвовал в подготовке знающих и умелых кадров для ракетно-космической отрасли и других отраслей промышленности.

## Награды и премии
- Заслуженный работник высшей школы Российской Федерации.
- Отличник высшего образования РФ.
- Премия Президента Российской Федерации в области образования (совм. с А. С. Коротеевым, В. Н. Бранцем,Н. Н. Кудрявцевым,С. М. Козелом, Л. М. Зелёным, А. А. Галеевым, Н. Н. Севастьяновым и др.) "за работу … «Новое направление в системе подготовки специалистов высшей квалификации в области космической науки и техники на основе интеграции фундаментального и прикладного образования с использованием современных информационных технологий» (2003)[1].
- Медаль ордена «За заслуги перед Отечеством» II степени.
- Медаль имени В. П. Макеева Федерации космонавтики России.
- Медаль имени Г. Н. Бабакина «За заслуги в подготовке кадров в области ракетостроения»[3].